# مدرسة الهفوف الأولى

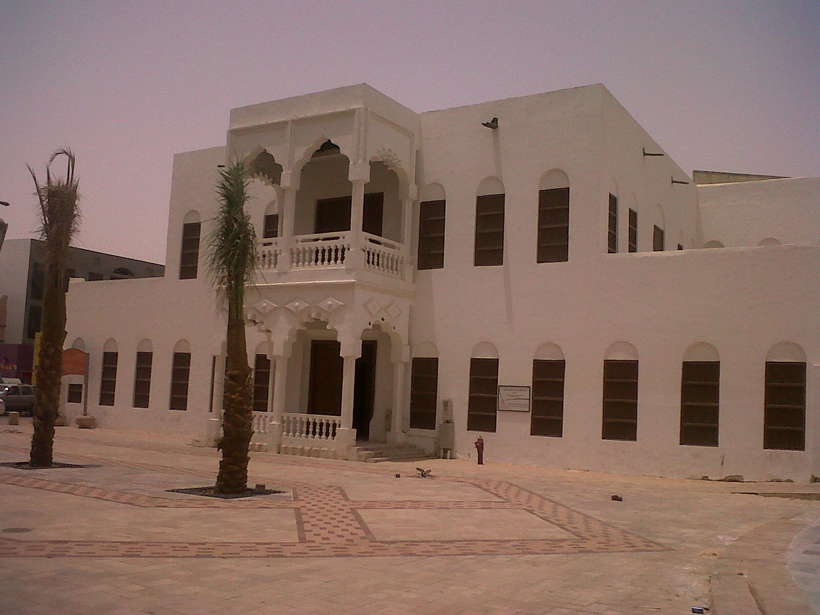
الواجهة الأمامية للمدرسة الأميرية.

مدرسة الهفوف الأولى أو المدرسة الأميرية أو بيت الثقافة، هي مدرسة حكومية سعودية تقع بـمحافظة الأحساء في الهفوف، بدأ بناؤها عام 1937م وافتتحت رسمياً في فبراير، 1941م تحت رعاية سعود بن جلوي أمير الأحساء وقتها. المدرسة الأميرية هي أقدم مدرسة حكومية في السعودية وقد ارتبطت بتاريخ الملك عبد العزيز آل سعود وإنجازاته، فأسس المدرسة لتكون نقطة انطلاق التعليم في المنطقة الشرقية، تعلم في المدرسة العديد من المسؤولين من بينهم خالد الفيصل أمير مكة المكرمة الذي درس القرآن الكريم والسنتين الأولى والثانية الابتدائيتين في الأحساء، ووزير البترول علي النعيمي، ووزير العمل السابق غازي القصيبي
يُذكر أنّ مدرسة الأميرية تخرّج منها أول دفعة بلغ عددها 70 طالباً سنة 1943م، ويغلب على تصميمها الطراز الإسلامي حيث شُيّد مدخل المدرسة الشرقي وفقًا لفن العمارة العربي الإسلامي، وهي ضمن المواقع السياحية والأثرية المدرجة في قائمة الهيئة العامة للسياحة والتراث الوطني بالأحساء.

## الموقع
تقع المدرسة الأميرية وسط مدينة الهفوف بالأحساء وتحيط بها الأسواق: مثل سوق اللحوم وسوق القصابية وسوق الخضار، وبالقرب من سوق الذهب، وسوق القصيرية، وهي بجوار مبنى بلدية الأحساء. يشمل الموقع الحالي للمبنى والساحة التابعة، ويحدها من جهاتها الشرقية والجنوبية والشمالية شوارع، وهو بمساحة 1200م.

## التأسيس
في عام 1931م زار الملك عبد العزيز الأحساء لتفقد أحوالها، فأُعجب بمدرسة النجاح الأهلية التي أسسها محمد النعيم وأعجب بما سمع ورأى من طلبتها، فأمر نائبه في الحجاز الأمير فيصل بن عبد العزيز بفتح المدرسة الأميرية. فأوفدت مديرية المعارف محمد النحاس سنة 1936م الذي استقبله محمد الجندان وعرّفه على الأسر العلمية وأطلعهم على المنهج الدراسي واختار معلمي المدرسة من أبنائها، فافتتحت في فبراير 1941م تحت رعاية سعود بن جلوي أمير الأحساء وبحضور الأمير عبد المحسن بن عبد الله بن جلوي نيابة عن الأمير سعود، حضر الافتتاح مجموعة من رجال العلم بالأحساء والأهالي ومحمد بن علي النحاس مدير المدرسة الذي تمكن من إنشاء مبنى المدرسة كمقر دائم لها وباسم مدرسة الأحساء الأميرية، وذلك بعد أن تم إغلاق مدرسة الأحساء الأميرية والواقعة في مبنى الحميدية بجوار سوق القيصرية ليكون مقراً للشرطة. مدرسة الهفوف الاولى مدرسة الحكومة كما كانت تسمى المدرسة الاميرية. مديرها عبدالمحسن المنقور ثم فتحت مدرسة حي الكوت في منزل محمد بن علي آل عبدالهادي 1951.

## التاريخ
تلّقى طلاب المدرسة بدايةً علوم الدين وعلوم الحساب والرياضيات والعلوم التجارية وكانت المدرسة تضم عدداً من الطلاب، إضافة للطلاب المسجلين ما بين عامي 1937م و1941م والذين درسوا في بيت النعيم ومدرسة الأحساء الأميرية. تخرجت أول دفعة من المدرسة بعدد 70 طالباً سنة 1362م.

أروقة المدرسة الأميرية من الداخل.

## التخطيط
بُنيت المدرسة على الطراز الإسلامي العربي، حيث يبرز عن الجدار الشرقي للمبنى باتجاه الشرق مشكّلاً شرفةً يُرقى إليها الداخل عبر سلمي درج على جانبي المدخل ويتوج المدخل أربعة عقود: اثنان مقابلان للباب المؤدي إلى داخل المدرسة يحملهما ثلاثة أعمدة، والآخران متقابلان يعلوان نهاية درج المدخل من أعلى، وتتخلل جدران المبنى الخارجي من الجهات الشمالية والشرقية والجنوبية نوافذ كبيرة مستطيلة الشكل تطل من خلالها غرف المبنى على الشارع ويتوسط المبنى من الداخل فناء مربع الشكل تقريباً تحيط به من الجهات الأربع أروقة تحملها عقود نصف دائرية تتوج صفوف الأعمدة المطلة على الفناء بحيث تبرز فنون العمارة المحلية المستقاة من فنون العمارة العربية والإسلامية ويوجد بهذه الأروقة عدة أبواب تنفذ من خلالها إلى قاعات الدراسة، كما يظهر للداخل إلى المدرسة عبر بابها الرئيس على جانبي المدخل مباشرة غرفتان متقابلتان، كان يشغل هاتين الغرفتين طلاب السنوات الخامسة والسادسة وبعد هاتين الغرفتين توجد قاعتان كبيرتان متقابلتان إحداهما شمالية مخصصة لأعضاء هيئة التدريس بالمدرسة وجنوبية مخصصة للرسم. وكانت تزين حيطان الصفوف المتقدمة مثل الصف الخامس والسادس خريطة أو أكثر من خرائط القارات السبع لأغراض تدريس مادتي التاريخ والجغرافيا، ويتوسط المبنى من الداخل فناء مربع الشكل تقريباً تحيط به من الجهات الأربع أروقة تحملها عقود نصف دائرية تتوج صفوف الأعمدة المطلة على الفناء بحيث تبرز فنون العمارة المحلية المستقاة من فنون العمارة العربية والإسلامية وكانت تزين حيطان الصفوف المتقدمة مثل الصف الخامس والسادس خريطة أو أكثر من خرائط القارات السبع لأغراض تدريس مادتي التاريخ والجغرافيا.
بنيت المدرسة بالحجر والجص، وكسيت جدرانها بالجص ذي السطح الناعم، أما الأسقف فاستخدم في معظمها خشب الكندل المغطى بالباسجير وحصيرة البامبو، ثم بطبقة طينية، وبعضها بجذوع النخل. وفي السطح وضعت مرازيم (مزاريب) على الشوارع المحيطة، وكان يوجد بالمدرسة بئر ماء وحمامات في الجهة الجنوبية.
تحوّل اسم المدرسة في إحدى الحقب إلى اسم المدرسة الأولى، وضم المبنى أيضاً مراحل تطور التعليم المتوسط والثانوي، ثم بُني بجوارها مدرسة حديثة باسم مدرسة القدس.
مرّت على المبنى سنوات تدهور حيث أزيل الدور العلوي والبوابة فتم تأهيل المبنى مقراً لفرع الجمعية السعودية لعلوم العمران بالأحساء وكجزء من التعاون بين وكالة الآثار والجمعية السعودية لعلوم العمران، ثم تسليم المبنى لفرع الأحساء لتأهيله مقراً للفرع ويتم هذه الأيام صيانة المبنى وإعادة هيكله الإنشائي والمعماري القديم بإضافة الدور الأول والبواهية وتأهيله مقراً للجمعية ومركزاً حضارياً بالهفوف ليضم أيضاً متحفاً وتاريخ التعليم وساحة عرض مناسبات وصالة ومركز تدريب وقسماً نسائياً وما إلى ذلك. وكان هذا حلماً منذ الثمانينات الهجرية.

## وصلات خارجية
- «المدرسة الأميرية» بالأحساء.. أيقونة التعليم الأولى بالشرقية.
- بالصور المدرسة الأميرية ايقونة التعليم شرق السعودية.